# هنري ديفد ثورو
هنري ديفيد ثورو (بالإنجليزية: Henry David Thoreau)‏ (12 يوليو 1817- 6 مايو 1862) كان كاتب مقالات وشاعراً وفيلسوفاً أميركياً. ورائداً في مجال الفلسفة المتعالية. كان ثورو معروفاً بسبب كتابه «الحياة في الغابة» (بالإنجليزية: Walden)  وهو انعكاس للحياة البسيطة في الطبيعة، وأيضاً بسبب مقالته «عصيان مدني» (التي نُشرت في الأصل بعنوان «مقاومة الحكومة المدنية»)، وهي جدال حول عصيان دولة ظالمة.
وصل عدد كتبه ومقالاته والمواد المنشورة له في المجلات والقصائد الشعرية إلى أكثر من 20 عمل. ومن بين إسهاماته الخالدة كتاباته عن التاريخ الطبيعي والفلسفة التي استشرف فيها طرائق ونتائج علم البيئة والتاريخ البيئي وهما مصدران من مصادر حماية البيئة في العصر الحديث. يجمع أسلوبه الأدبي ملاحظة الطبيعة عن كثب، والخبرة الشخصية، والبلاغة الواضحة، والمعاني الرمزية، والمعرفة التاريخية، وفي الوقت نفسه يُظهر إحساساً شعرياً، وصرامة فلسفية، واهتماماً أمريكياً بالتفاصيل العملية. كان أيضاً مهتماً بشدة في فكرة النجاة في مواجهة عناصر معادية، وتغييرات تاريخية، وتحلل طبيعي، وفي الوقت نفسه دعا إلى التخلي عن التبذير والوهم لاكتشاف الحاجات الرئيسية الحقيقية.
نادى بالتحرر من العبودية طوال حياته، وألقى محاضرات تهاجم القوانين المتعلقة بالعبيد الهاربين بينما بجَّل دراسات وينديل فيليبس ودافع عن جون براون المناهض للعبودية. أثرت فلسفة ثورو عن العصيان المدني على الأفكار والأفعال السياسية لأشخاص مهمين مثل ليو تولستوي، والمهاتما غاندي، ومارتن لوثر كينغ الابن.
يُشار إلى ثورو أحياناً بكونه لاسلطوياً. رغم أن مقالة «عصيان مدني» تنادي بتحسين لا بإسقاط الحكومة إذ يقول فيها «لا أطالب بإلغاء الحكومة تماماً لكن بحكومة أفضل منها»، يشير اتجاه هذا التحسين نحو اللاسلطوية، ويظهر ذلك في قوله: «هذه الحكومة أفضل حكومة ممكنة، وعندما يستعد الرجال لها، هذه هي الحكومة التي سيحصلون عليها».

## مظهره الخارجي
كان مظهر ثورو مميزاً، وقال بأن أنفه هو «أبرز سماته». كتب ويليام إليري تشانينج عن مظهره وسلوكه قائلاً:
لا يمكن نسيان وجهه حال رؤيته. كانت ملامحه مميزة: أنفه معقوف أو روماني، يشبه أحد لوحات قيصر (أشبه بالمنقار، كما ذكرنا)، حواجبه سميكة متدلية فوق أشد العيون التي يمكنك رؤيتها زرقة، زرقاء في إضاءة معينة ورمادية في أخرى، عينان تعبران عن كل أشكال المشاعر ولكنها ليست ضعيفة أو حسيرة، جبهته ليست عريضة أو مرتفعة بشكل غير مألوف ومليئة بالطاقة والطموح، فمه ذو الشفتين البارزتين ينطق بالحكمة وهو صامت، وينطق بأكثر المقولات إفادة وتنوعاً حين يُفتح.

## حياته

### النشأة وتعليمه 1817- 1837
كان اسمه بالولادة هو ديفد هنري ثورو، وُلد في كونكورد (ماساتشوستس) في عائلة إنكليزية جديدة متواضعة، والده جون ثورو وهو صانع أقلام رصاص، ووالدته سينثيا دنبار. وُلد جده لأبيه في جزيرة جيرسي وهي من ملحقات التاج البريطاني. أما جده لأمه، آسا دنبار، قاد طلاب جامعة هارفارد عام 1766 في اعتصام باتر ريبيليون (بالإنجليزية: Butter Rebellion)، وهو أول اعتصام طلابي مسجل في المستعمرات الأمريكية. سُمي ديفد هنري تيمناً بعمه المتوفي حديثاً ديفد ثورو، وبدأ يلقب نفسه بهنري ديفد بعد أن أنهى جامعته، لم يقدم عريضة لتغيير اسمه قانونياً أبداً. كان لديه أخت وأخ أكبر منه هما هيلين وجون الابن وأخت صغرى وهي صوفيا ثورو. لم يتزوج أي منهم. توفيت هيلين (1812- 1849) في عمر السادسة والثلاثين بسبب إصابتها بالسل. أما جون الابن (1815- 1842) توفي في عمر السابعة والعشرين بعد إصابته بالكزاز. توفي هنري ديفد (1817- 1862) بعمر الرابعة والأربعين بسبب السل أيضاً. عاشت أخته صوفيا أكثر منه بأربعة عشرة عاماً (1819- 1876) وماتت بعمر السابعة والخمسين بسبب إصابتها بالسل.
لا يزال مكان ولادة ثورو موجوداً حتى اليوم ف شارع فرجينيا في كونكورد. رُمم المنزل من قبل أمانة مزرعة ثورو، وهي منظمة غير ربحية، وهو الآن مفتوح للعموم. درس في جامعة هارفارد بين عامي 1833 و1837. عاش في بناء هولس (بالإنجليزية: Hollis Hall) ودرس البلاغة، والكلاسيكيات، والفلسفة، والرياضيات والعلوم. كان عضواً في مؤسسة عام 1770 (تُدعى الآن نادي هاستي بودينغ). وفقاً للأسطورة، رفض ثورو دفع رسم شهادة هارفارد الذي تبلغ قيمته 5 دولار (أي ما يقارب 125 دولار عام 2018). في الواقع، لم يكن لشهادة الماجستير التي رفض شراءها أية قيمة أكاديمية، إذ قدمتها جامعة هارفارد للخريجين الذين أثبتوا وجودهم ببقائهم على قيد الحياة بعد ثلاث سنوات من تخرجهم، ومقدار مدخراتهم أو مكاسبهم أو ميراثهم الذي يمكنهم من إعطاء الجامعة خمسة دولارات. علق على ذلك قائلاً: «ليحتفظ كل خروف بجلده» مشيراً إلى التقليد الذي يقضي باستخدام جلد الخواريف لصنع الشهادات.

### عودته إلى كونكورد، 1837- 1844
لم تكن المهن التقليدية المقدمة لخريجي الجامعات كالعمل في الحقوق والكنائس والأعمال والطب محط اهتمام ثورو. لذلك أخذ إجازة من جامعة هارفارد عام 1835، وعلم خلالها في مدرسة في كانتون (ماساتشوستس). بعد تخرجه عام 1837، انضم إلى كلية مدرسة كونكورد العمومية لكنه استقال بعد مرور بضعة أسابيع بدلاً من تطبيق العقوبة البدنية. فتح مع أخيه جون أكاديمية كونكورد، وهي مدرسة للقواعد، في كونكورد عام 1838. قدما مبادئ متقدمة عديدة من بينها زيارات طبيعية إلى متاجر ومقرات أعمال محلية. أُغلقت المدرسة عندما أُصيب جون بالكزاز عام 1842 بعد أن جرح نفسه أثناء الحلاقة، ومات بين ذراعي هنري.
بعد تخرجه، عاد ثورو إلى منزله في كونكورد حيث قابل رالف والدو إيميرسون عن طريق صديق مشترك. اهتم إيميرسون، الذي كان يكبر ثورو بأربعة عشرة عاماً اهتماماً أبوياً وأحياناً إرشادياً به، أرشد الشاب وقدمه إلى مجموعة من الكتاب المحليين والمفكرين، من بينهم ويليام إليري تشانينج، ومارغريت فولر، وأموس برونسون ألكوت، وناثانيال هاوثورن وابنه جوليان هاوثورن الذي كان صبياً حينئذ.
حث إيميرسون ثورو على المساهمة في مقالات وقصائد لمجلة دورية تُدعى ذا دايل (بالإنجليزية: The Dial) وضغط على المحررة مارغريت فولر لنشر هذه الكتابات. كانت مقالة ثورو الأولى التي تُنشر في مجلة ذا دايل هي «أولو بيرسيو فلاكوس» وهي مقالة عن كتاب المسرحيات الرومان في يوليو عام 1840. تتألف من مقاطع مُراجَعة من كتاباته والتي كتبها بناءً على اقتراح إيميرسون. تقول مقدمة القطعة الأولى في 22 أكتوبر عام 1837 «ما الذي تفعله الآن؟ سأل. هل تكتب مذكرة؟ إذاً سأكتب مداخلتي الأولى اليوم».
كان ثورو فيلسوفاً في الطبيعة وعلاقتها بحال البشر. في سنواته المبكرة، اتبع الفلسفة المتعالية، وهي فلسفة حرة مثالية وانتقائية دعا إليها إيميرسون، وفولر، وألكوت. اعتقدوا أن الحالة الروحية المثالية تتجاوز الجسدية والتجريبية وأن الفرد يحقق تلك البصيرة عن طريق حدسه الشخصي بدلاً من قناعته الدينية. من وجهة نظرهم، الطبيعة هي الشكل الخارجي للروح الداخلية، ويشرح أنها «الاستجابة الجذرية للأشياء المرئية والأفكار البشرية» كما قال إيميرسون في كتابه طبيعة (1936).

### العصيان المدني وسنوات والدن، 1845-1850
«ذهبت إلى الغابة لأنني كنت أرغب في العيش بشكل متعمد، وأن أواجه فقط الحقائق الأساسية للحياة، وأعرف ما إذا كنت لا أستطيع أن أتعلم ما ستعطيني إياه من دروس، وألا أكتشف عند اقتراب موتي أنني لم أعش. لم أرغب في أن أعيش ما لم تكن الحياة حياةً، فالعيش عزيز جداً؛ لم أرغب في الاستسلام، إلا إذا كان ضروريًا للغاية. أردت أن أعيش بعمق وأمتص كل نخاع الحياة، وأن أعيش بقوة وثبات مثل الإسبارطي وأقتل كل ما لم يكن حياةً، وأحصر الحياة في زاوية، وأختزلها إلى حدها الأدنى، وإذا ثبت أنها حقيرة، فسآخذ حقارتها الكاملة والأصلية وأنشرها إلى العالم؛ وإذا كانت راقية ومهيبة، فأريد أن أعرف ذلك عن طريق التجربة، وأكون قادرًا على تقديم صورة حقيقية لها في رحلتي المقبلة.» -هنري ديفد ثورو، «أين عشت، ولماذا عشت» في كتب «والدن».
شعر ثورو بالحاجة إلى التركيز والعمل أكثر على كتاباته. في مارس 1845، قالت «إليري تشانينج» لثورو: «اسعَ إلى هذا الأمر، وابنِ كوخًا، وابدأ هناك العملية الكبرى المتمثلة في التهام نفسك حيًا. لا أرى أي بديل أو أمل آخر لك». بعد شهرين، بدأ ثورو في 3 يوليو 1845 تجربته لمدة عامين في الحياة البسيطة، عندما انتقل إلى منزل صغير كان قد بناه على أرض يملكها إيمرسون في غابة ثانوية حول شواطئ بحيرة والدن. كان المنزل في «غابة ومرعى جميل» يمتد على مساحة 14 فدانًا (57,000 متر مربع) وكان إيمرسون قد اشتراه على بعد 2.4 كيلومترًا من منزل عائلته.
في 24 أو 25 يوليو من عام 1846، صادف ثورو جامع الضرائب المحلي «سام ستيبلز»، الذي طلب منه أن يدفع قيمة ست سنوات من الضرائب المتأخرة. رفض ثورو ذلك بسبب معارضته للحرب المكسيكية الأمريكية وللعبودية، وقضى ليلة في السجن بسبب رفضه هذا. في اليوم التالي، أُطلق سراح ثورو عندما دفع شخص ما، والذي من المحتمل أن يكون خالته، الضريبة ضد رغباته. كان لهذه التجربة تأثير قوي على ثورو. في يناير وفبراير 1848، ألقى محاضرات حول «حقوق وواجبات الفرد فيما يتعلق بالحكومة»، موضحًا مقاومته الضريبية في أكاديمية كونكورد. حضر «برونسون ألكوت» تلك المحاضرة، وكتب في مذكرته يوم 26 يناير:
استمعت اليوم إلى محاضرة ثورو أمام الأكاديمية حول علاقة الفرد بالدولة -وهو بيان رائع عن حقوق الفرد في الحكم الذاتي، وامتلاكه جمهورًا منتبهًا. كانت تلميحاته للحرب المكسيكية، وطرد السيد هور من كارولاينا، وسجنه شخصيًا في سجن كونكورد لرفضه دفع ضرائبه، والمبلغ الذي دفعه السيد هور عني عندما أُخذتُ إلى السجن بسبب رفض مماثل، كلها مرتبطة ومنطقية ومدروسة جيدًا. سررت كثيرًا في هذا العمل من ثورو. - برونسون ألكوت، اليوميات.
عدّل ثورو المحاضرة لتصبح مقالًا بعنوان «مقاومة الحكومة المدنية» (المعروف أيضًا باسم «العصيان المدني»). نشرتها إليزابيث بيبودي في كتابها «الأوراق الجمالية» في مايو 1849. تناول ثورو في مقاله نسخة من مبدأ «بيرسي شيلي» في القصيدة السياسية «قناع اللاسلطوية» (1819)، والتي تبدأ بالصور القوية للأشكال الظالمة للسلطة في زمنه ومن ثم يتخيل التحركات لشكل جديد ثوري من العمل الاجتماعي.
في بحيرة والدن أكمل ثورو المسودة الأولى من «أسبوع في الكونكورد وأنهار ميريماك» وهو كتاب مرثية مُهدى إلى أخيه جون، وصف فيه رحلتهما إلى الجبال البيضاء في عام 1839. لم يجد ثورو ناشرًا للكتاب فطبع 1,000 نسخة منه على نفقته الخاصة؛ وبِيع منها أقل من 300 نسخة. نشر ثورو الكتاب بنفسه بناءً على نصيحة إيمرسون، عن طريق «مونرو» الناشر الخاص بإيمرسون، والذي لم يفعل الكثير لنشر الكتاب وزيادة شعبيته.
في أغسطس من عام 1846، غادر ثورو والدن لفترة قصيرة للقيام برحلة إلى جبل كاتادن في ولاية ماين، وهي رحلة سُجلت لاحقًا في «كاتادن»، وهو الجزء الأول من كتاب «غابات ماين».
غادر ثورو بحيرة والدن في 6 سبتمبر، 1847. وبناءً على طلب إيمرسون، عاد على الفور إلى منزل إيمرسون لمساعدة زوجة إيمرسون، ليديان، في إدارة المنزل بينما كان زوجها في رحلة طويلة إلى أوروبا. على مدار عدة سنوات، وبينما كان يعمل على سداد ديونه، كان ثورو يراجع باستمرار مخطوطة ما نشره لاحقًا في عام 1854 ككتاب بعنوان والدن، أو الحياة في الغابة، واصفًا فيه السنتَين والشهرَين واليومَين التي قضاها في بحيرة والدن. يختصر الكتاب ذلك الوقت إلى سنة تقويمية واحدة، مستخدمًا مرور الفصول الأربعة ليرمز إلى التطور البشري. لأن جزءًا منه هو عبارة عن يوميات والجزء الآخر رحلة روحية، وفاز والدن في البداية بعدد قليل من المعجبين، لكن في وقت لاحق اعتبره النقاد عملًا أمريكيًا كلاسيكيًا يستكشف البساطة الطبيعية والوئام والجمال كنماذج للظروف الاجتماعية والثقافية العادلة.
كتب الشاعر الأمريكي روبرت فروست عن ثورو، «في كتاب واحد ... يتفوق على كل ما لدينا في أمريكا.»
انتقل ثورو من منزل إيمرسون في يوليو 1848 إلى منزل في شارع بيلكناب القريب. في عام 1850، انتقل هو وعائلته إلى منزل في 255 شارع مين، حيث عاش حتى وفاته.
في صيف عام 1850، سافر ثورو وتشانينج من بوسطن إلى مونتريال ومدينة كيبيك. كانت تلك الرحلات لثورو هي الوحيدة خارج الولايات المتحدة. ونتيجة لهذه الرحلة، طور المحاضرات التي أصبحت في النهاية كتاب «يانكي في كندا». وقال مازحًا أن كل ما حصل عليه من هذه المغامرة كان «نزلة برد». في الواقع، أعطى ذلك فرصة لمقارنة الروح المدنية الأمريكية والقيم الديمقراطية مع مستعمرة كانت تحكمها على ما يبدو قوة دينية وعسكرية غير شرعية. في حين أن بلده كان قد حظي بثورته الخاصة، فشل تاريخ كندا في تحقيق ذلك التحول.

## روابط خارجية
- هنري ديفد ثورو على موقع IMDb (الإنجليزية)
- هنري ديفد ثورو على موقع الموسوعة البريطانية (الإنجليزية)
- هنري ديفد ثورو على موقع ميوزك برينز (الإنجليزية)
- هنري ديفد ثورو على موقع إن إن دي بي (الإنجليزية)
- هنري ديفد ثورو على موقع ديسكوغز (الإنجليزية)